# 168 км (платформа)
Платформа 168 км — пасажирський залізничний зупинний пункт Запорізької дирекції Придніпровської залізниці на електрифікованій лінії Апостолове — Запоріжжя II між зупинним пунктом Платформа 166 км (2 км) та станцією Запорізька Січ (2,3 км). Розташований у Хортицькому районі міста Запоріжжя. 
Зупинний пункт входить до складу станції Запорізька Січ.

## Історія
Зупинний пункт відкритий у 1969 році. 

## Пасажирське сполучення
На Платформі 168 км зупиняються приміські електропоїзди Нікополь — Запоріжжя.